# 米爾巴赫河 (洛伊薩赫河，奧爾施塔特)
47°40′03″N 11°14′38″E / 47.66763°N 11.24395°E

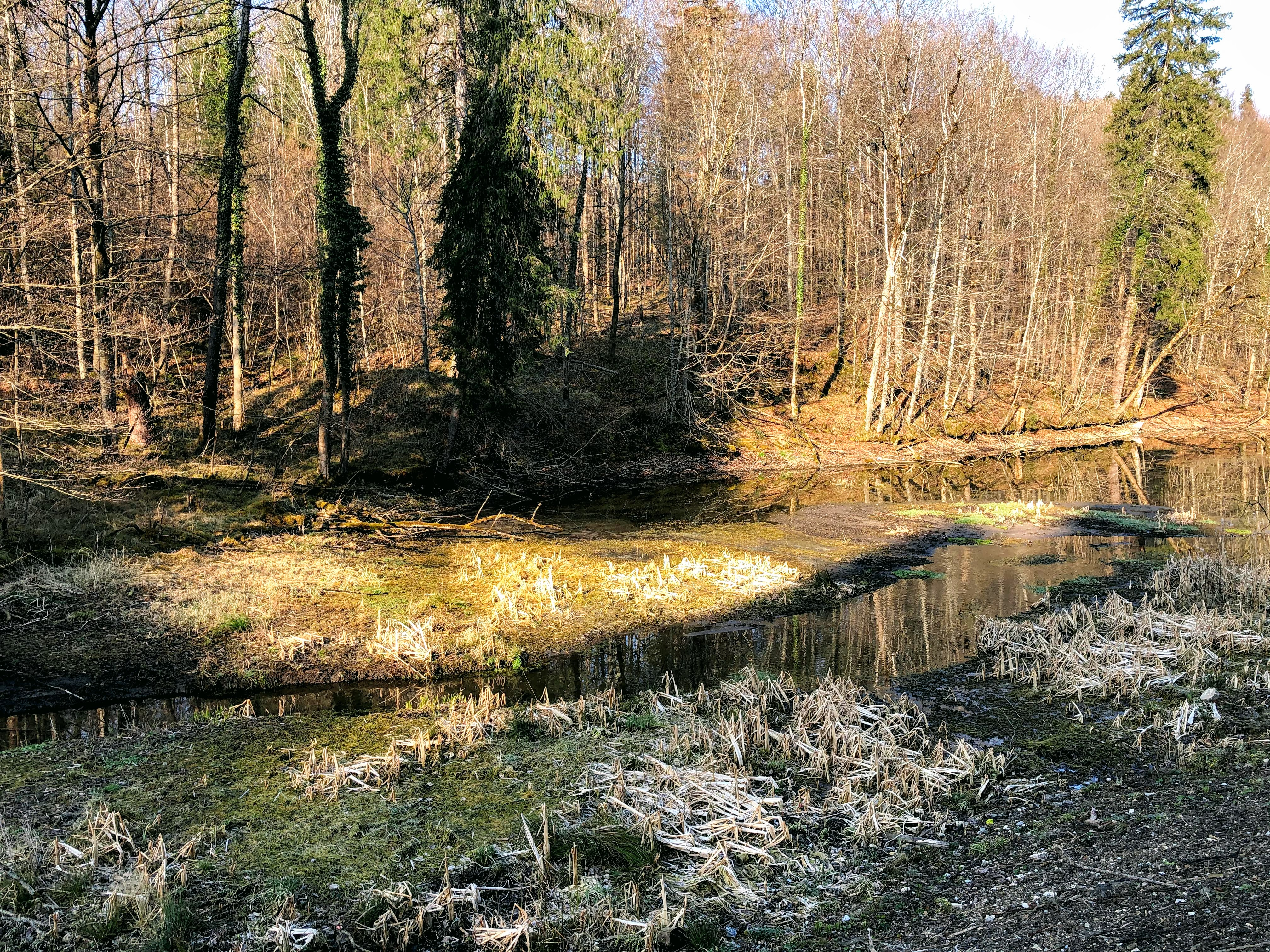

米爾巴赫河是德國的河流，位於該國東南部，由巴伐利亞負責管轄，屬於洛伊薩赫河的右支流，處於奧爾施塔特附近，河道全長3公里，流經加米施-帕滕基興縣。